# Askio
Askio (græsk: Άσκιο; Udtale: As •ki•o) er en bjergkæde i den nordvestlige del af de regionale enheder Kozani og den østlige del af Kastoria i det nordlige Grækenland. Dens højeste top, Siniatsiko, er 2.111 moh. Der er skove i den nordlige del. Den strækker over en længde på omkring 30 kilometer fra landsbyen Kleisoura i nordvest til Xirolimni i sydøst. De nærmeste bjerge er Verno mod nordvest, Vourinos mod syd og Vermio mod nordøst. Det afvandes af bifloder til Haliacmon mod vest og syd og mod Vegoritidasøen mod nordøst.
De nærmeste byer er Siatista mod syd, Ptolemaida mod nordøst og Kozani mod sydøst. Bjerglandsbyer i Askio-bjergene omfatter Vlasti i den centrale del, Eratyra og Skiti i syd og Milochori, Anarrachi, Variko og Kleisoura i nord. Egnatia Odos- motorvejen (Igoumenitsa - Ioannina - Kozani - Thessaloniki) løber syd for bjergene.